# Florimond de Basterot
Florimond Jacques, vicomte de Basterot (Paris, 15 septembre 1836 - Duras House, Kinvara, Irlande, 15 septembre 1904) est un voyageur français.

## Biographie
Florimond est le fils de Barthélémy, comte de Basterot, avocat, paléontologue et malacologiste franco-italien (1800-1887) et de  Pauline Marie Florimonde de Faÿ de la Tour-Maubourg (1816-1839), elle-même fille de Florimond de Faÿ de La Tour-Maubourg (1781-1837)
Il voyage dans son enfance en Angleterre et en Irlande et, en 1856, parcourt les Pays-Bas et l'Italie. En 1857, il visite l'Écosse et, dès 1858, part pour l'Amérique.
Parlant parfaitement l'anglais et muni de nombreuses lettres d'introduction, il part de Liverpool le 6 août 1858 et arrive à New York le 22 août. Il visite Coney Island où il profite des bains de mer puis remonte l'Hudson et s'arrête à Saratoga.
En diligence, il longe les rives du lac Champlain et atteint Québec le 28 août. Il visite alors la réserve indienne de Lorette et la Saguenay.
Après Toronto, il observe les chutes du Niagara puis part pour Collingwood où il s'aventure sur le lac Huron. En bateau, il longe ainsi l'île Manitoulin puis l'île Saint-Joseph jusqu'au Sault Sainte-Marie. Il passe à Marquette et, le 15 septembre, à La Pointe dans l'île Madeline. Le 28 septembre, il part en chariot à travers la Prairie et arrive à Saint-Paul dans le Minnesota le 9 octobre. Il reprend alors le bateau et, à Hannibal, quitte le Mississippi pour aller à Saint-Joseph.
Il visite ensuite Lawrence sur la rivière Kansas et, à Kansas City, voyage de nouveau en bateau jusqu'à Jefferson City. Il prend alors le train pour Saint-Louis qu'il atteint le 24 octobre.
Le 1er novembre, il est à Chicago. Il visite ensuite Cleveland et Cincinnati et revient vers l'est. Il passe à Baltimore, Philadelphie, séjourne à Gorham puis se rend à Boston (20 novembre).
À Harvard, il rencontre William H. Prescott puis passe de nouveau à New York avant de gagner Washington D.C. pour l'ouverture du Congrès (5 décembre). Il visite aussi Richmond, Wilmington, Charleston et Mobile avant d'atteindre La Nouvelle-Orléans le 24 décembre.
Joignant Cuba, il y passe l'hiver 1858. Le 28 décembre, il est ainsi à La Havane et le 3 janvier 1859, visite Matanzas. Le 9 janvier, il quitte La Havane et part pour Panama. Il passe à Aspinwall (Colón) qu'il juge « infâme » et atteint Guayaquil le 18 janvier puis Callao le 28.
Installé à Lima, il visite les ruines de Pachacamac puis regagne Panama d'où il se rend en Angleterre qu'il atteint le 4 mars après des escales à Carthagène et à Saint-Thomas.
Basterot laisse dans son Journal d'importantes descriptions des villes et contrées parcourues mais critique aussi vivement la démocratie américaine. Il estime les habitants de l'Amérique du Sud de races inférieures mais condamne aussi vivement l'esclavage.
En 1860, il voyage encore en Espagne puis en Algérie et parcourt, en 1861, l'Égypte, le Liban, l'Asie Mineure, la Grèce et l'Autriche. En 1867-1868, il visite Israël puis l'Italie. Son dernier voyage, en 1888-1889 le mène en Inde.
En outre, Florimond de Basterot fut l'ami d'écrivains comme Paul Bourget, Lady Gregory, William Butler Yeats ou Joseph Arthur de Gobineau dont il préface la deuxième édition de l'Essai sur l'inégalité des races humaines.
Il meurt en Irlande en 1904, dans sa propriété de Duras House à Kinvara, le jour de son 68e anniversaire.

## Publications
- De Québec à Lima, journal d'un voyage dans les deux Amériques en 1858 et 1859, 1860
- Le Liban, la Galilée et Rome, journal d'un voyage en Orient et en Italie (1867-1868), 1869
- Souvenirs d'enfance et de jeunesse, 1896